# 艾爾登法環 黑夜君臨
《艾爾登法環 黑夜君臨》是FromSoftware從2021年12月開始製作、改编自《艾爾登法環》的協力生存動作角色扮演電子遊戲，於2025年5月30日發售。

## 遊戲玩法
《艾爾登法環 黑夜君臨》继承了《艾爾登法環》的世界觀設定，以其为基础並採用多人協力生存動作的玩法，支持最多3名玩家操作各具特色的角色。本作角色是Fromsoftware預設好的8名戰士「渡夜者」，因此没有「捏人」環節。除此之外，本作還融合躲避毒圈「黑夜雨」的「PVE大逃殺縮圈」與 「Roguelike」的玩法。

## 開發與發行
遊戲總監石崎淳也表示本作的關卡是以多人為前提而設計的，因此遊戲中並沒有「AI填滿隊友」的選項。石崎淳也表示副標題「黑夜君臨（Nightreign）」的reign具有「支配」的意義，而與「夜晚」結合後便有「黑夜的支配者」的意義，淳也還表示reign是「Rain」的諧音。石崎淳也補充道宮崎英高是本作的發起者，但其只參與前期的製作。
本作於2024年12月13日舉辦的游戏大奖上發表，預定於2025年内在PlayStation 5、PlayStation 4、Xbox Series X/S、Xbox One和Microsoft Windows平台推出。2025年2月13日的索尼网络发布会“State of Play”上，游戏确定了将于2025年5月30日发售。

## 外部連結
- 官方网站